# Eibenstock (Grafenwöhr)
Eibenstock ist ein abgegangenes Dorf, das sich als Wüstung im Truppenübungsplatz Grafenwöhr  von Bayern befindet. Eibenstock lag ca. 2200 m nordöstlich von Zogenreuth und etwa 1900 m nordnordwestlich von Hopfenohe. Die Reste von Eibenstock werden als Bodendenkmal der Gemeinde Grafenwöhr unter der Aktennummer D-3-6236-0029 als „untertägige mittelalterliche und frühneuzeitliche Befunde in der Wüstung ‚Eibenstock‘“ erwähnt.

## Geschichte
Eibenstock gehörte zur Gemeinde Zogenreuth und zur Pfarrei Hopfenohe; es war ein Weiler mit drei Bauernhöfen. Eibenstock ist, wie die ganze Gegend, durch Kaiser Heinrich II. 1008 für die Gründung des Bistums Bamberg gestiftet worden und wurde ein Bamberger Lehen. Im Bamberger Salbuch kommt 1320 beim Amt Veldenstein ein Mann mit dem Namen Eibenstocker vor. In der Hussitenzeit werden hier drei Höfe genannt, welche den adeligen Herrn zu Neuzirkendorf, jetzt ein Teil von Kirchenthumbach, zinsbar waren. 1495 kam der Sitz Neuzirkendorf samt den Zinsgütern von Eibenstock an das Kloster Michelfeld. Während des Dreißigjährigen Krieges wurden die Höfe von Eibenstock des Öfteren geplündert und verwüstet. 
Die drei Eibenstocker Bauernhöfe wurden 1937/38 vom Staat abgelöst und die Bewohner verstreuten sich in verschiedene Orte (z. B. Bodenmühle (Neumarkt in der Oberpfalz), Peising (Bad Abbach) und Königstein) von Bayern.